# Jazzanova

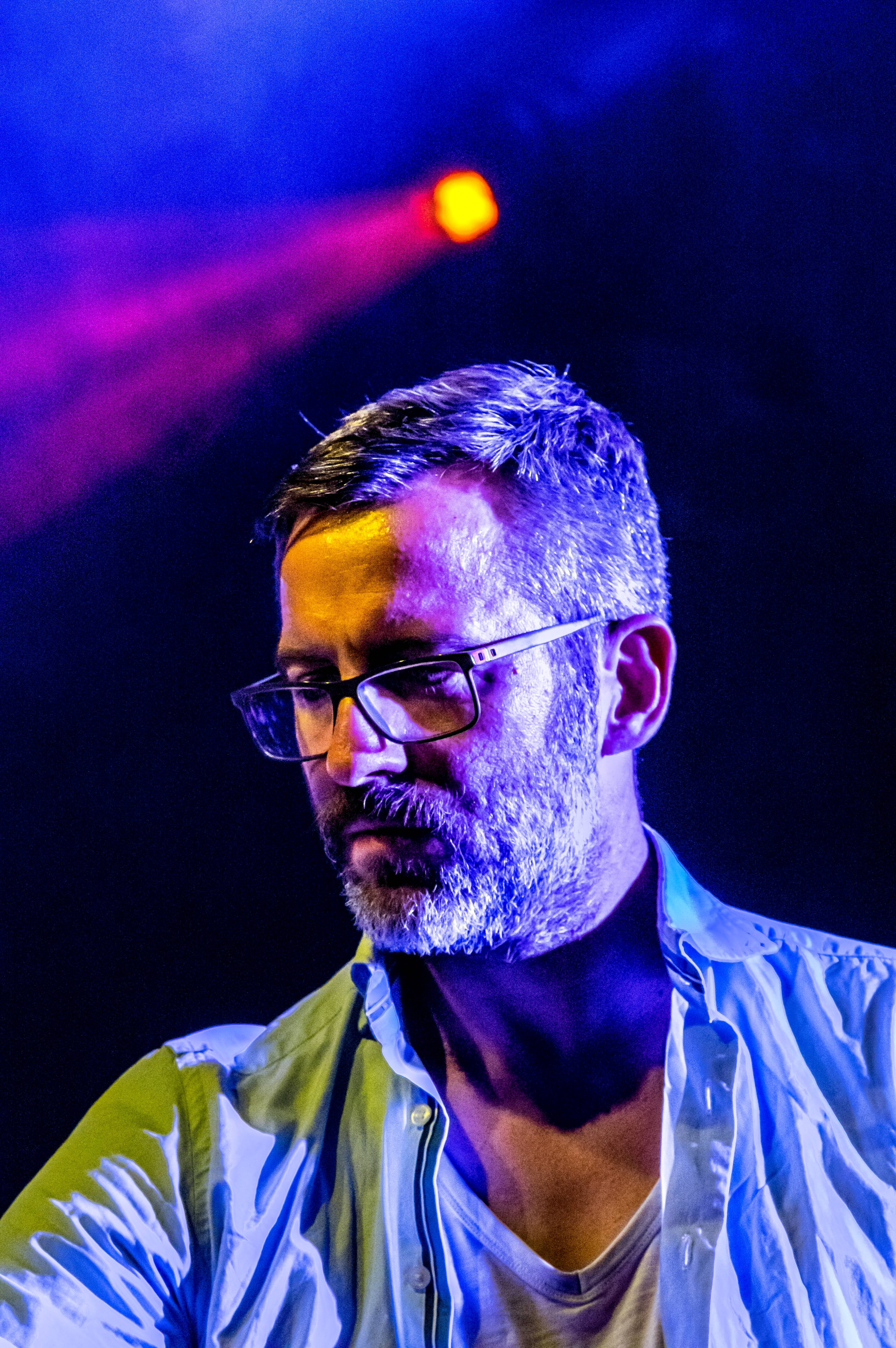
Alexander Barck. Zelt-Musik-Festival we Fryburgu Bryzgowijskim, 2015.

Jazzanova − pochodzący z Berlina niemiecki DJ/producencki kolektyw. Założona w 1995 r., jest jedną z pierwszych i głównych grup tworzących w stylistyce nu jazz, nie stroni również od chilloutu i jazz house. Eksperymentowali również z latin jazzem, co daje się słyszeć choćby w utworze "Tres Bien". Zespół przyznaje się również do inspiracji polską szkołą jazzu, czego dowód dali wydając w 1999 roku płytę Jazz from Poland 1963-1975.
Zespół powiązany jest z wytwórniami płytowymi Compost Records i Sonar Kollektiv. 21 października 2008 r. wdana została druga pełnowymiarowa płyta zespołu − Of All the Things. Ich najnowszy album Funkhaus Studio Sessions wydany został w maju 2012 i powstał we współpracy z wokalistą Paulem Randolphem.

## Skład
- Alexander Barck
- Claas Brieler
- Jürgen von Knoblauch
- Roskow Kretschmann
- Stefan Leisering
- Axel Reinemer

## Dyskografia

### Albumy
- Jazzanova EP1 (1997)
- Jazzanova EP2 (1998)
- Reworks From Japan (2001)
- In Between (2002)
- Let Your Heart Be Free (2004)
- Let Me Show Ya 2008
- Of All the Things (2008)
- Funkhaus Studio Sessions (2012)

### Kompilacje
- That Night/Days To Come (2001)
- That Night Remixes (2002)
- Soon (Part One) (2002)
- Days To Come Remixes (2002)
- Remixed (2003)
- Glow and Glare / Dance the Dance / Let Your Heart Be Free (Ame and Atjazz remixes) (2004)
- Boom Clicky Boom Clack (single) (2006)
- Belle et Fou (w/Danny Krivit Edit) (2007)

### Kompilacje w jakich pojawia się Jazzanova
- Saint-Germain-des-Prés Café
- Future Sounds of Jazz
- Bossa Mundo
- City Lounge - Berlin
- Gilles Peterson Worldwide 2 Volume 2
- Ultra Chilled 01
- Code 4109 (mixed by DJ Krush)
- Café del Mar – Best of Chillout & Sunset Music From Ibiza Volume 11
- Kajmere Sound Recordings - Impeach the President
- Spliffen Sie English

### Remiksy
- Soul Quality Quartet "Toda Tersafeira" (Jazzanova Dub) – Soul Quality Quartet EP – Sonar Kollektiv (1999)
- Azymuth "Amazon Adventure" (Jazzanova Remix) – Off Limits – Sonar Kollektiv (1999)
- Tate's Place "Burning" (Jazzanova Remix) – Off Limits – Dynamite Joint Recordings (1999)
- Trüby Trio "Carajillo" (Jazzanova's Chant For Leo Mix) – Off Limits 2 – Compost Records (2000)
- Soul Quality Quartet "Toda Tersafeira" (Jazzanova Rework) – Sonar Kollektiv 2 – Sonar Kollektiv (2003)
- Nuspirit Helsinki "Honest" (Jazzanova's Honestly Yours Remix) – Honest w/ Jazzanova Remix – Sonar Kollektiv (2004)
- MJ Cole "Sincere" (Jazzanova Sincerely Yours Mix) feat. Nova Caspar & Jay Dee – The Remixes 1997−2000 – Mercury Records Ltd. (2005)
- Soul Quality Quartet "Toda Tersafeira" (Jazzanova Rework) – The Remixes 1997−2000 – Dialog Recordings/Sonar Kollektiv (2005)
- Visit Venus "Planet Of Breaks" (Jazzanova Mix) – The Remixes 1997−2000 – Yo Mama’s Records Co. (2005)
- Tate's Place "Burnin'" (Jazzanova Mix) – The Remixes 1997−2000 – Dynamite Joint Recordings (2005)
- Balanco "Metti Una Sera A Cena" (Jazzanova Mix)
- Ian Pooley "What’s Your Number" (Jazzanova Renumber) – The Remixes 1997−2000 – V2 Records GmbH (2005)
- Liquid Lounge "Complete Life" (Jazzanova Mix) – The Remixes 1997−2000 – Pantounge Records (2005)
- Ursula Rucker "Circe" (Jazzanova Mix) – The Remixes 1997−2000 – Guidance Records (2005)
- Ski "Fifths" (Jazzanova 6 Sickth Mix) – The Remixes 1997−2000 – Sony Music (2005)
- Soul Bossa Trio "Words Of Love" (Re-Loved By Jazzanova) – The Remixes 1997−2000 – Wildjumbo Tokumo Japan Communications (2005)
- Azymuth "Amazon Adventure" (Jazzanova Mix) – The Remixes 1997−2000 – Far Out Records (2005)
- United Future Organization "Friends ... We'll Be" (Jazzanova Mix) – The Remixes 1997−2000, Mercury Music Entertainment Co Ltd. (2005)
- Har-You Percussion Group "Welcome To The Party" (Jazzanova Mix) – The Remixes 1997−2000 – Ubiquity Records (2005)
- Karma "High Priestess" (Jazzanova Mix) – The Remixes 1997−2000 – Spectrum Works (2005)
- Incognito "Get Into My Groove" (Jazzanova Re-Groove) – The Remixes 1997−2000 – Universal Classics and Jazz (2005)
- Trüby Trio "Carajillo" (Jazzanova's "Chant For Leo" Mix) – The Remixes 1997−2000 – Compost Records (2005)
- Men from Nile "Watch Them Come!!!" (Jazzanova Remix) – The Remixes 1997−2000 – Underground Therapy (2005)
- Marshmellows "Soulpower" (Jazzanova's Straight Dub Mix) – The Remixes 1997−2000 – Infracom (2005)
- 4Hero "We Who Are Not As Others" (Jazzanova Mix) – The Remixes 1997−2000 – Talkin Loud/Mercury Records Ltd. (2005)
- Free Design "Lullaby" (J-Nova Remix) – The Remixes 2002–2005 – Zynczak Associates (2005)
- Nuspirit Helsinki "Honest" (Jazzanova's Honestly Yours Remix) – The Remixes 2002–2005 – Sonar Kollektiv (2005)
- Calexico "Black Heart" (Jazzanova's White Soul Dub) – The Remixes 2002–2005 – City Slang / Label / EMI (2005)
- Marcos Valle "Besteiras do Amor" (Jazzanova Remix) – The Remixes 2002–2005 – Far Out Recordings (2005)
- Eddie Gale "Song Of Will" (Jazzanova Rhythm Happening) – The Remixes 2002–2005 – Blue Note / EMI (2005)
- Shaun Escoffery "Let It Go" (Jazzanova Remix) – The Remixes 2002–2005 – Oyster Music Ltd. (2005)
- Status IV "You Ain’t Really Down" (Jazzanova's Hey Baby Remix) – The Remixes 2002–2005 – Sonar Kollektiv (2005)
- Masters At Work Feat. Roy Ayers "Our Time Is Coming" (Jazzanova's Guestlist Mix) – The Remixes 2002–2005 – MAW (2005)
- Heavy "Wonderlove (For Minnie)" (Jazzanova Remix) – The Remixes 2002–2005 – Kindered Spirit (2005)
- Status IV "You Ain’t Really Down" (Jazzanova's Hey Baby Beats) – You Ain’t Really Down – Sonar Kollektiv (2005)
- Status IV "Hey Baby!" – You Ain’t Really Down – Sonar Kollektiv (2005)
- Fat Freddy’s Drop "Breathe Easy Beats" – Flashback (Jazzanova Remixes) – Sonar Kollektiv (2006)
- Fat Freddys Drop "Flashback" (Jazzanova's Breathe Easy Mix) – Flashback (Jazzanova Remixes) – Sonar Kollektiv (2006)
- Fat Freddys Drop "Flashback" (Jazzanova's Mashed Bag Mix) – Ten Years, Who Cares? – Sonar Kollektiv (2007)

### DJ-mixes
- Circles – Brownswood (1998)
- Sound Of The City Vol. 3 – Berlin – Universal Jazz (1999)
- Jazzanova...Mixing – Sonar Kollektiv (2004)
- Blue Note Trip – Jazzanova – Blue Note (2005)
- Blue Note Trip Scrambled / Mashed – Jazzanova – Blue Note (2006)
- Jazzanova ...Broad Casting – Sonar Kollektiv (2006)
- Jazzanova & Dirk Rumpff ... Broad Casting From OFFtrack Radio – Sonar Kollektiv (2007)
- Beats, Bites & Öxle – Sonar Kollektiv (2007)
- Southport Weekender Volume 7 (Disc 1) – Concept Records (2008)
- Secret Love vol. 5 – Sonar Kollektiv (2008)
- Neu Jazz – Sonar Kollektiv (2008)
- SK200 – Sonar Kollektiv (2008)
- Jazzanova presents – Go Right – Jazz from Poland 1963-1975 (1999)